# 灌县城墙
灌县城墙，为原灌县县城城墙，位于中国四川省都江堰市灌口街道。现存宣威门及部分墙段。

## 历史
明弘治年间，知县胡光将原夯土城墙改为石墙，奠定了灌县县城基本格局。

## 城门
城墙东为宣化门，南为导江门，西为宣威门，北为镇江门。
宣威門：位於灌口街道西街，為原灌縣城西門。始建於宋，明弘治間改木結構城門為石結構，而雉碟則用大青磚砌就。宣威門城牆，西起鬥犀台，依玉壘山脊向東蜿蜒繞至城北止，長約2千公尺，總面積為13200平方公尺。1988年公佈為縣級文物保護單位。2012年7月16日公佈為第八批四川省文物保護單位。
宣化门：2010年重建。

## 图片

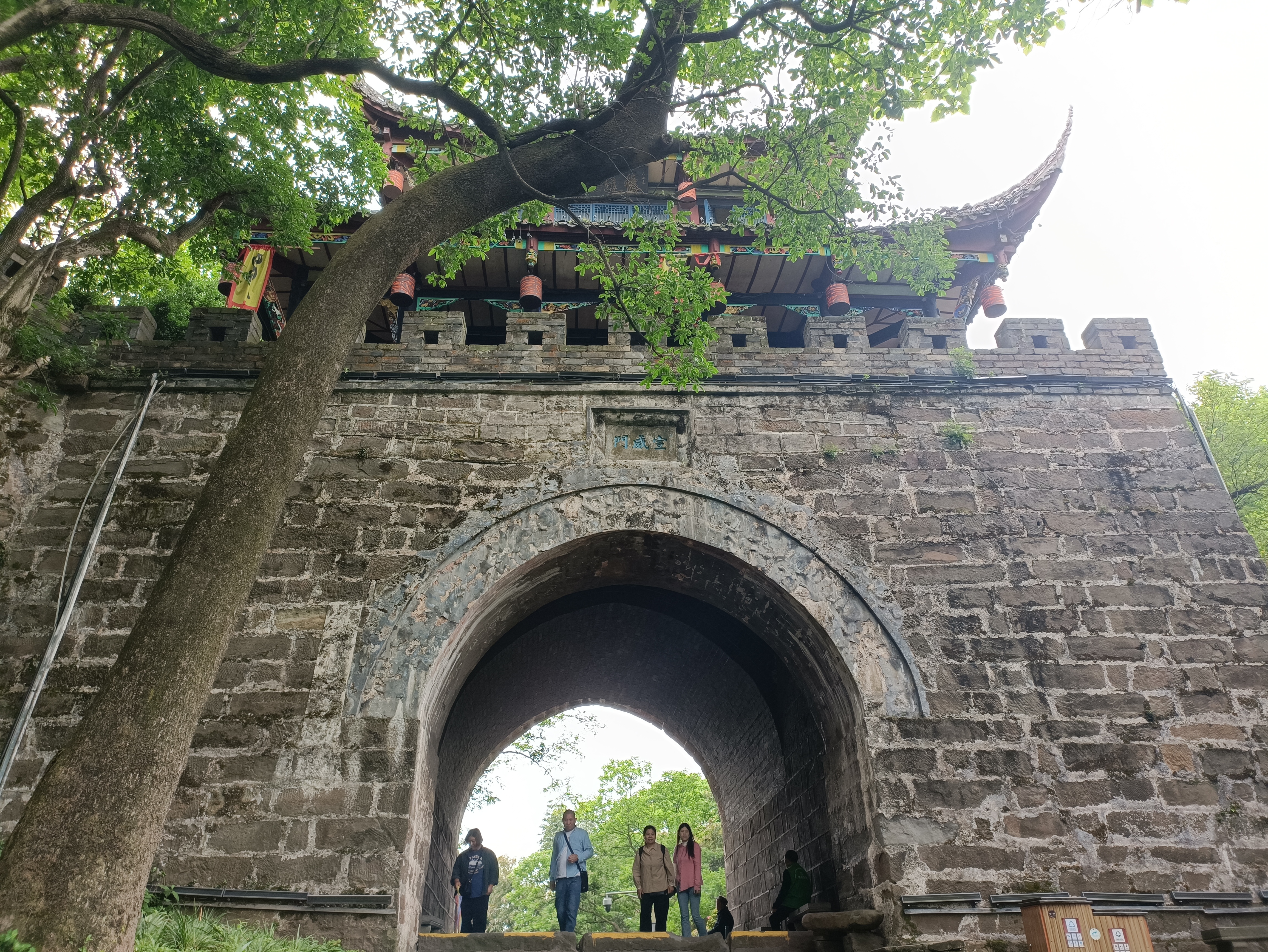
宣威门
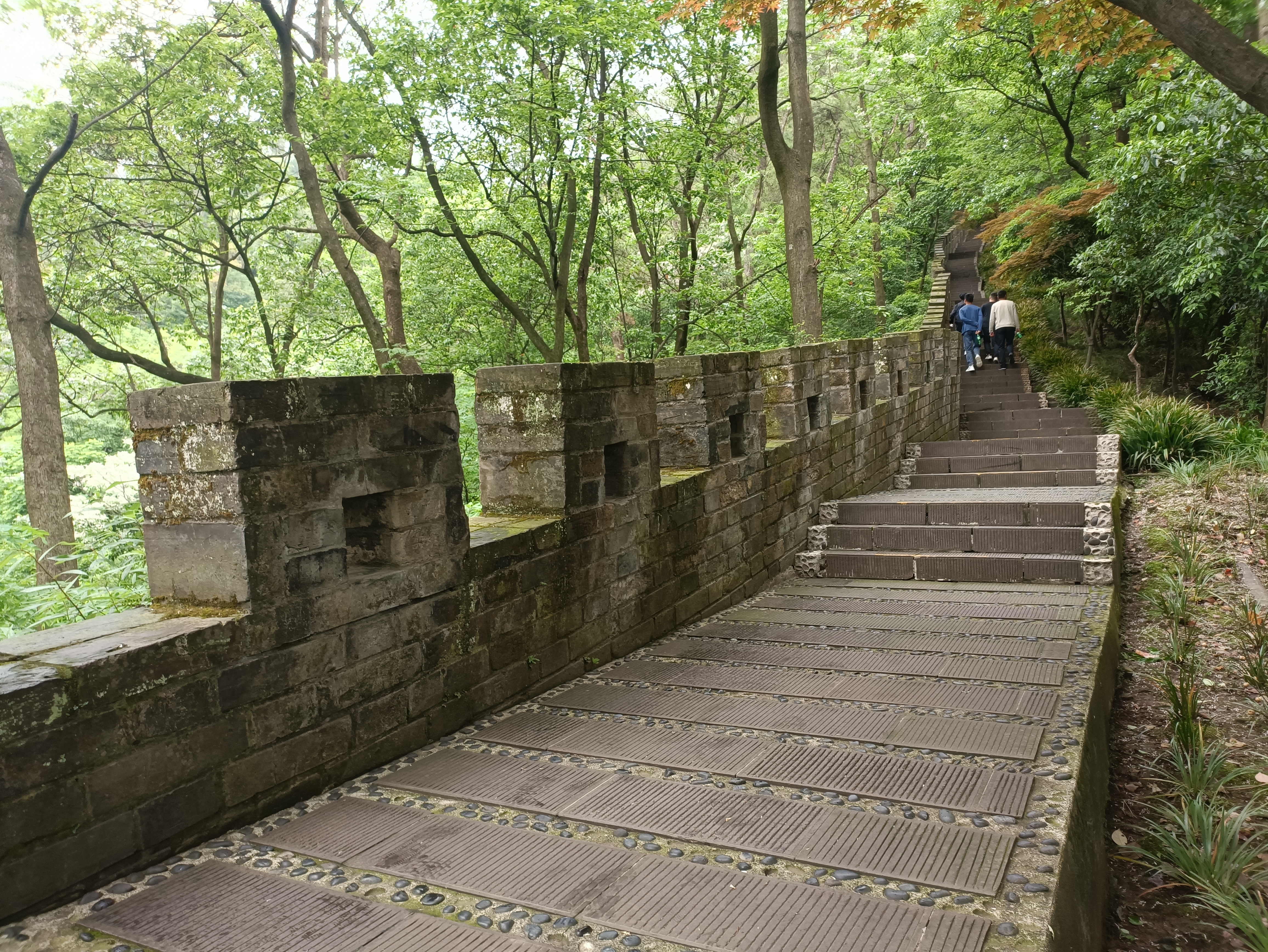
宣威门古城墙
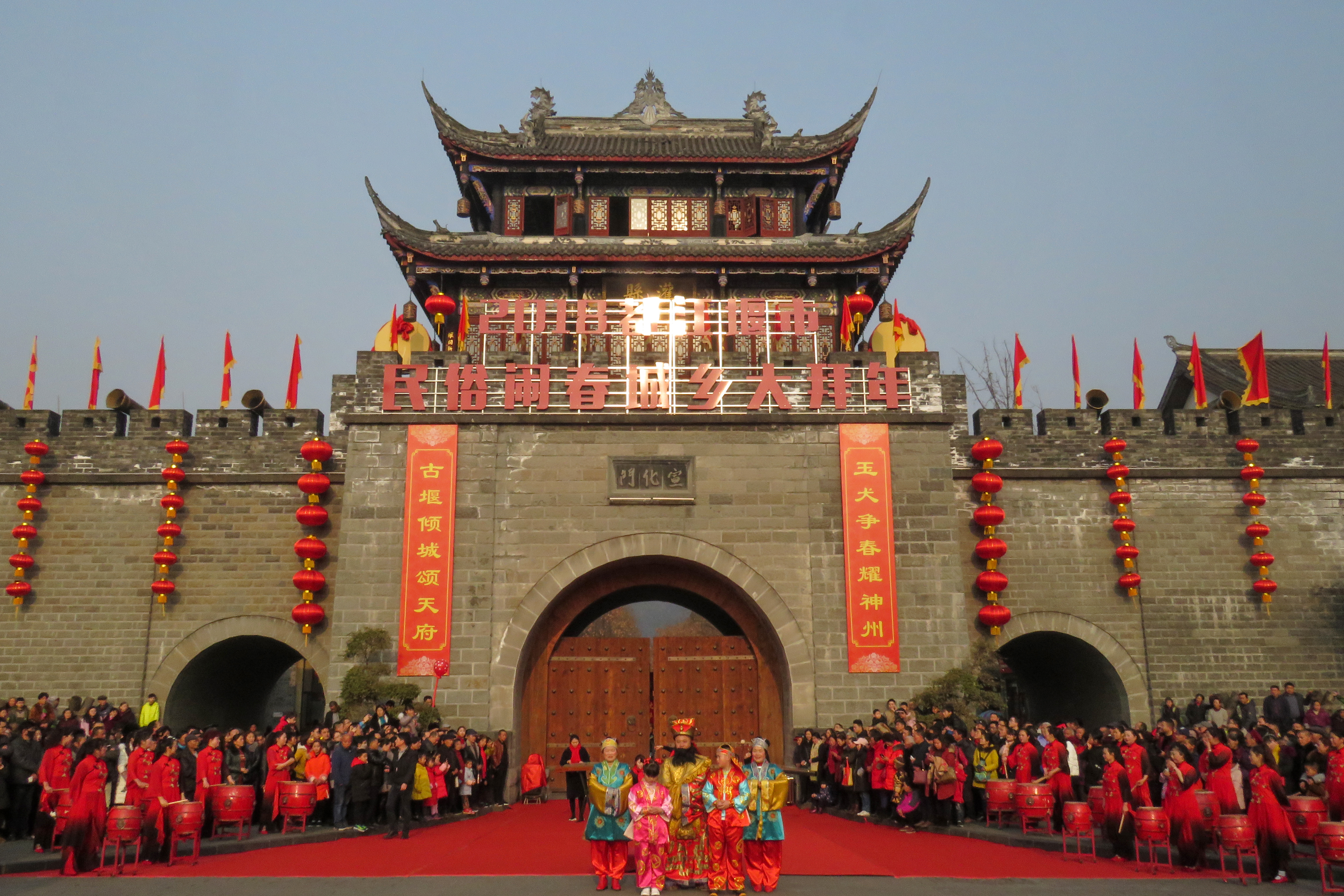
重建的东门——宣化门
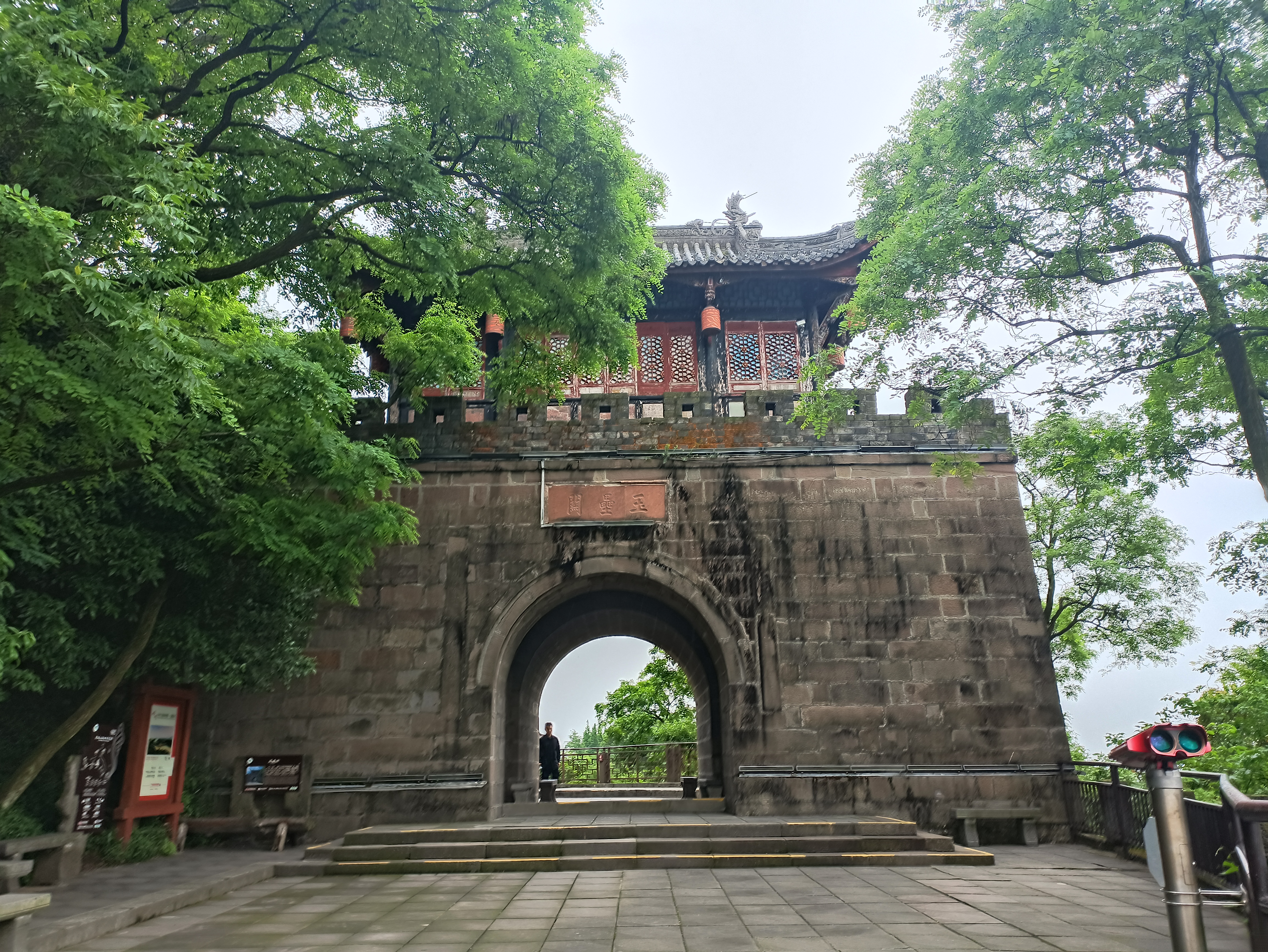
玉垒关
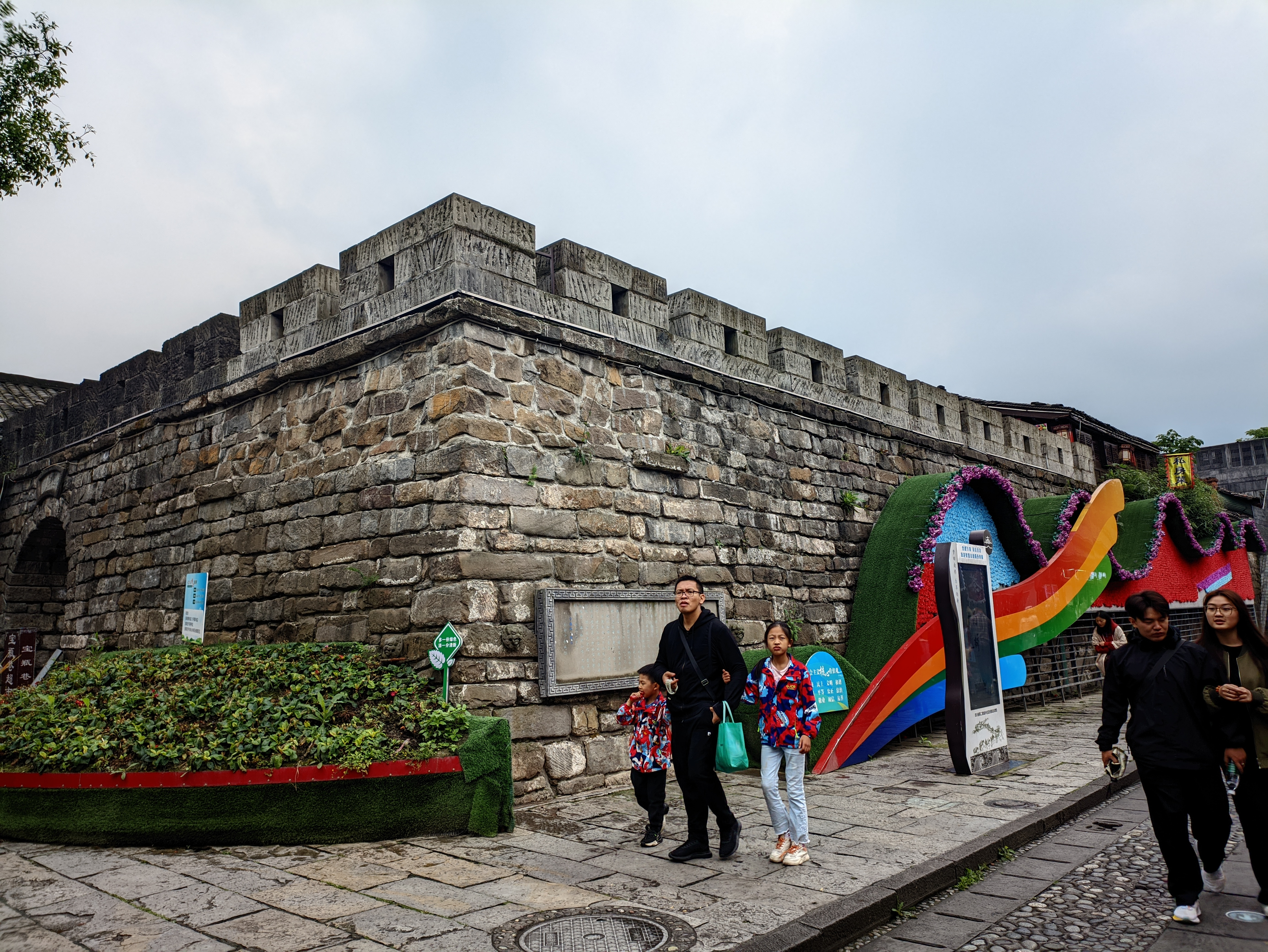
西街明城墙
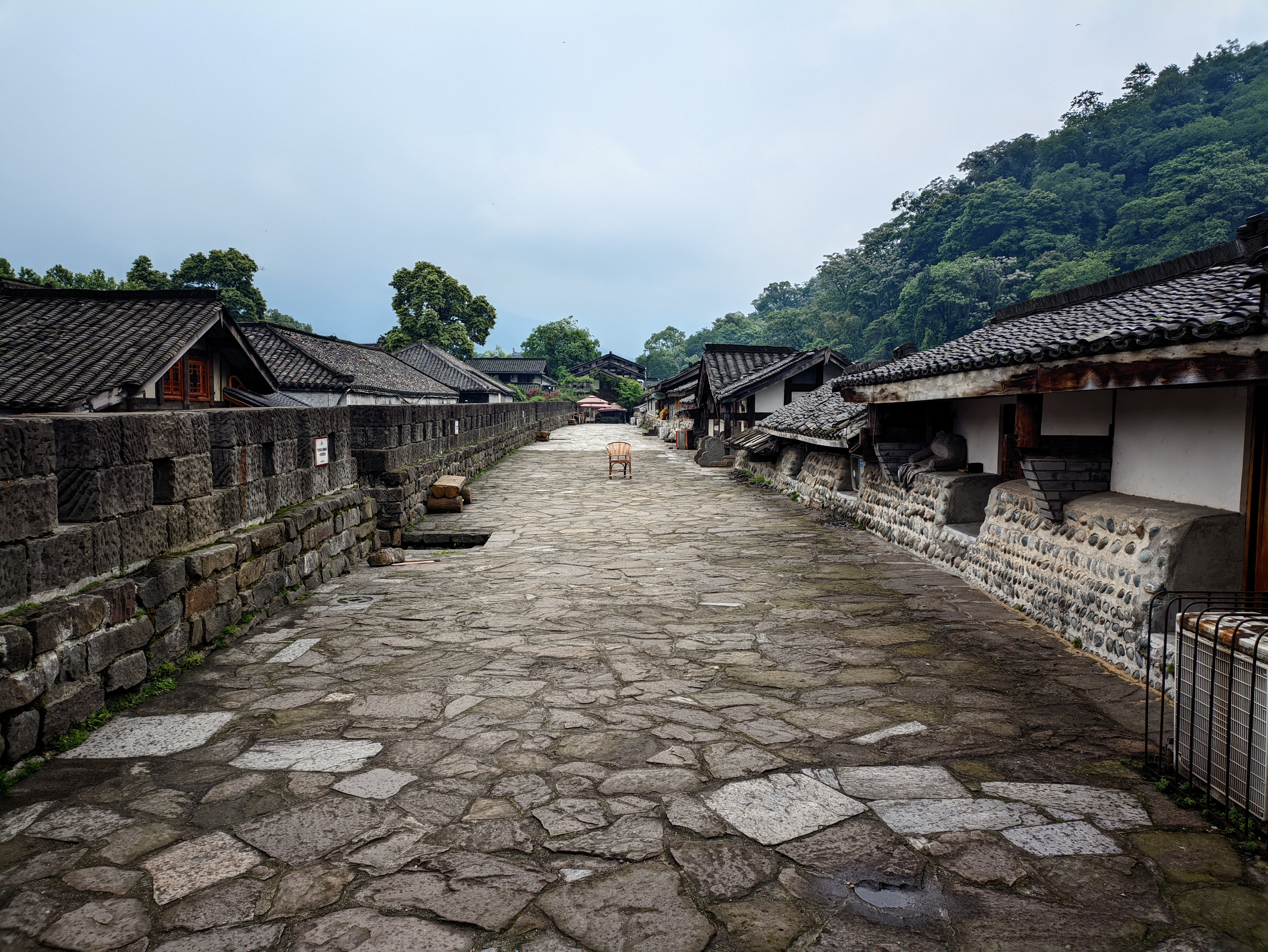
西街明城墙